# Prefettura di Boffa
Boffa è una prefettura della Guinea nella regione di Boké, con capoluogo Boffa.
La prefettura è divisa in 8 sottoprefetture, corrispondenti ai comuni:
- Boffa
- Colia
- Douprou
- Koba-Tatema
- Lisso
- Mankountan
- Tamita
- Tougnifili